# Квашнін Костянтин Павлович
Костянтин Павлович Квашнін (рос. Константин Павлович Квашнин, 27 грудня 1898 (8 січня 1899), Москва — 2 листопада 1982, Москва) — радянський спортсмен.
Футболіст, півзахисник. Згодом — футбольний тренер, привів московське « „Динамо“» до перемоги в першому розіграші чемпіонату СРСР з футболу. Заслужений майстер спорту СРСР (1936, позбавлений звання в 1943 році, відновлений у 1946).
Багаторазовий чемпіон Москви і учасник чемпіонатів РРФСР і СРСР з боксу, греко-римської боротьби, важкої атлетики (штанга), бігу на ковзанах. Гравець в хокей з м'ячем, на початку 1930-х — центральний півзахисник, гравець збірних РРФСР і СРСР.

## Ігрова кар'єра
Тяга до спорту виявилася у Квашніна з раннього дитинства. Він захоплювався боксом, класичною (тепер її називають греко-римською) боротьбою, бігом на ковзанах, хокеєм і в кожній з цих дисциплін домігся успіхів. Але футбол займав у житті юного спортсмена головне місце. Познайомився з ним Квашнін у 12 років. Разом з приятелями Костя створив футбольну команду «Стріла», укомплектовану хлопцями з робочих сімей.
На початку 1918 року Квашнін вступив на тільки що відкриті Центральні курси інструкторів народного спорту, слухачі яких грали в показовій футбольній команді «Академія». Закінчивши їх з відзнакою, Костянтин почав навчання в Головній військовій школі. І знову — диплом з відзнакою, а слідом отримав запрошення в «Червону Пресня» (нині — «Спартак»), де виступали Канунніков, Ісаков, брати Артем'єви, брати Старостіни. З 1926 року клуб отримав назву «Харчовики», де Квашнін продовжив бути основним гравцем.
1928 року перейшов у «Динамо» (Москва). Втім, у новому колективі він грав недовго. У листопаді в матчі зі збірною Туреччини Квашнін дістав важку травму ноги. Вердикт лікарів — футбол доведеться залишити (хоча Квашнін час від часу виходив на поле до 1934 року).

## Тренерська кар'єра
Не маючи змоги грати у футбол, Квашніну довелося освоювати тренерську професію. Зацікавленість у послугах молодого спеціаліста проявило московське «Динамо». Крім футболістів йому було доручено працювати з хокеїстами. Команди Квашніна відмінно виглядали як на зеленій траві, так і на льоду, що сприяло не тільки творчому, але і службовому зростанню їхнього наставника. Коли було прийнято рішення про проведення першого чемпіонату СРСР з футболу, Костянтин Павлович вже близько року був старшим тренером «біло-блакитних». Весняна першість 1936 року зробила ім'я Квашніна відомим на всю країну — його підопічні виграли турнір. Другий чемпіонат приніс динамівцям срібло, після чого Костянтин покинув клуб. Причиною цього стало те, що, побувавши на початку 1936 року у Франції як один з тренерів збірної Москви, Квашнін зрозумів, що схема «п'ять в лінію», якої дотримувалися всі радянські клуби, себе вичерпала. Поразка від «Ресінга», який застосовував схему дубль-ве, динамівський наставник сприйняв як керівництво до дії. Повернувшись, Квашнін почав впроваджувати нову тактичну побудову. На жаль, знайшлося безліч ретроградів, що йому перешкоджали. Підсумком протистояння з тими, хто чинив перешкоди, і стала відставка новатора з «Динамо».
Ледь з'ясувалося, що Квашнін залишився без клубу, він тут же отримав запрошення від «Спартака», де виріс як гравець. У 1937 році Костянтин Павлович почав активно впроваджувати дубль-ве на новому місці роботи. У чемпіонаті червоно-білі фінішували другими, зате вони зуміли довести спроможність своєї схеми в матчі з грізними басками. Спартаківці стали єдиними в СРСР, хто зміг дати гідну відповідь іспанській команді — 6:2 на користь червоно-білих.
Перед сезоном 1938 Квашнін продовжив роботу над створенням команди. В «Спартак» прийшли майбутні зірки — воротар Жмельков, захисник Василь Соколов, хавбек Тучков, форварди Соколов, Корнілов, Гуляєв. Пам'ятаючи про те, що дистанція чемпіонату в 1938 році буде вдвічі довша, ніж у попередній першості, Квашнін першим серед колег включив у тренувальний процес спеціальні легкоатлетичні та стрибкові вправи, роботу з обтяженнями, плавання. Титанічна праця дозволила червоно-білим зробити перший в історії золотий дубль, поклавши чемпіонські медалі в Кубок.
Після цього тріумфу Квашнін залишив «Спартак». Але двічі — в 1944 і 1948 роках — він знову стояв на капітанському містку червоно-білих. І в 48-му допоміг рідній команді завоювати бронзові медалі.
З червня 1939 року по 1940 і з червня 1949 по 1950 рік працював з московським «Торпедо». Під його керівництвом «Торпедо» в 1949 році виграло Кубок СРСР.
У 1941 році(по червень) році був старшим тренером команди «Профспілки-2», в 1943 — московського «Зеніту», в 1946 році — московського «Харчовика» і в 1952 році працював старшим тренером «Шахтаря» (Сталіно).
У 1953—1960 роках працював директором магазину спортивних товарів у Москві. У 60-ті роки активно займався громадською роботою в Федераціях футболу та хокею з м'ячем СРСР, в 1953—1969 роках був головою спортивно-технічної комісії Федерації футболу РРФСР. 

## Досягнення
Футбол
- Чемпіон СРСР: 1936 (весна), 1938
- Срібний призер чемпіонату СРСР: 1936 (осінь), 1937
- Бронзовий призер чемпіонату СРСР: 1948
- Володар Кубка СРСР: 1938, 1949

Хокей з м'ячем
- Чемпіон СРСР: 1933, 1935, 1936
- Володар Кубка СРСР: 1937
- Чемпіон РРФСР: 1932, 1934